# Список лидеров стран БРИКС
Это список государственных или правительственных лидеров стран-участниц организации БРИКС, которые представляли свои страны на каждом саммите БРИКС с момента создания группы в 2009 году. Группа состоит из пяти стран: Бразилии, России, Индии, Китая и Южной Африки. БРИКС ежегодно проводит саммит, который посещают все государственные или правительственные лидеры. Каждый год главы правительств по очереди вступают на пост председателя, в чьи функции входит утверждать повестки дня. Также страна, которую представляет председатель, принимает в том же году саммит организации.
Группа изначально была создана как БРИК (Бразилия, Россия, Индия, Китай). На третьем году существования группы (в 2011 году) к ней присоединилась Южная Африка, тем самым образуя БРИКС. Приглашены к присоединению с 1 января 2024 года Египет, Иран, ОАЭ, Саудовская Аравия и Эфиопия.
Представленные в списке данные отсортированы в порядке проведения саммитов БРИКС.
| Саммиты                | Страна                    | Страна           | Страна         | Страна      | Страна         | Страна               | Страна          | Страна                        | Страна         | Страна    |
| Саммиты                | Бразилия                  | Россия           | Индия          | Китай       | ЮАР            | Египет               | Иран            | ОАЭ                           | Эфиопия        | Индонезия |
| ---------------------- | ------------------------- | ---------------- | -------------- | ----------- | -------------- | -------------------- | --------------- | ----------------------------- | -------------- | --------- |
| I саммит БРИК 2009     | Луис Инасиу Лула да Силва | Дмитрий Медведев | Манмохан Сингх | Ху Цзиньтао | —              | —                    | —               | —                             | —              | —         |
| II саммит БРИК 2010    | Луис Инасиу Лула да Силва | Дмитрий Медведев | Манмохан Сингх | Ху Цзиньтао | —              | —                    | —               | —                             | —              | —         |
| III саммит БРИКС 2011  | Дилма Русеф               | Дмитрий Медведев | Манмохан Сингх | Ху Цзиньтао | Джейкоб Зума   | —                    | —               | —                             | —              | —         |
| IV саммит БРИКС 2012   | Дилма Русеф               | Дмитрий Медведев | Манмохан Сингх | Ху Цзиньтао | Джейкоб Зума   | —                    | —               | —                             | —              | —         |
| V саммит БРИКС 2013    | Дилма Русеф               | Владимир Путин   | Манмохан Сингх | Си Цзиньпин | Джейкоб Зума   | —                    | —               | —                             | —              | —         |
| VI саммит БРИКС 2014   | Дилма Русеф               | Владимир Путин   | Нарендра Моди  | Си Цзиньпин | Джейкоб Зума   | —                    | —               | —                             | —              | —         |
| VII саммит БРИКС 2015  | Дилма Русеф               | Владимир Путин   | Нарендра Моди  | Си Цзиньпин | Джейкоб Зума   | —                    | —               | —                             | —              | —         |
| VIII саммит БРИКС 2016 | Мишел Темер               | Владимир Путин   | Нарендра Моди  | Си Цзиньпин | Джейкоб Зума   | —                    | —               | —                             | —              | —         |
| IX саммит БРИКС 2017   | Мишел Темер               | Владимир Путин   | Нарендра Моди  | Си Цзиньпин | Джейкоб Зума   | —                    | —               | —                             | —              | —         |
| X саммит БРИКС 2018    | Мишел Темер               | Владимир Путин   | Нарендра Моди  | Си Цзиньпин | Сирил Рамафоса | —                    | —               | —                             | —              | —         |
| XI саммит БРИКС 2019   | Жаир Болсонару            | Владимир Путин   | Нарендра Моди  | Си Цзиньпин | Сирил Рамафоса | —                    | —               | —                             | —              | —         |
| XII саммит БРИКС 2020  | Жаир Болсонару            | Владимир Путин   | Нарендра Моди  | Си Цзиньпин | Сирил Рамафоса | —                    | —               | —                             | —              | —         |
| XIII саммит БРИКС 2021 | Жаир Болсонару            | Владимир Путин   | Нарендра Моди  | Си Цзиньпин | Сирил Рамафоса | —                    | —               | —                             | —              | —         |
| XIV саммит БРИКС 2022  | Жаир Болсонару            | Владимир Путин   | Нарендра Моди  | Си Цзиньпин | Сирил Рамафоса | —                    | —               | —                             | —              | —         |
| XV саммит БРИКС 2023   | Луис Инасиу Лула да Силва | Сергей Лавров    | Нарендра Моди  | Си Цзиньпин | Сирил Рамафоса | —                    | —               | —                             | —              | —         |
| XVI саммит БРИКС 2024  | Мауро Виейра              | Владимир Путин   | Нарендра Моди  | Си Цзиньпин | Сирил Рамафоса | Абдул-Фаттах ас-Сиси | Масуд Пезешкиан | Мухаммад ибн Заид Аль Нахайян | Абий Ахмед Али | —         |